# Johann Sebastian Gottschalg

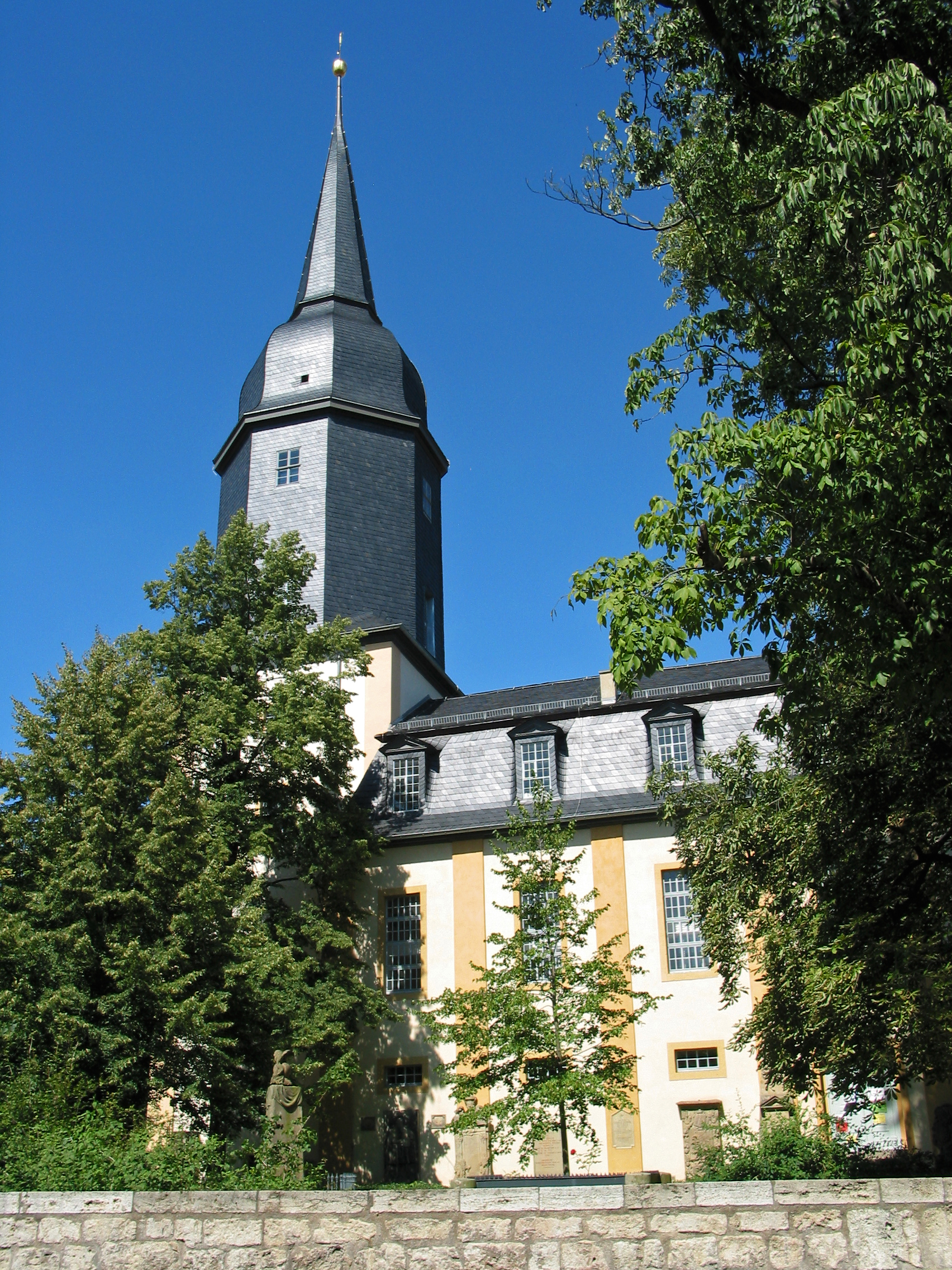
Jakobskirche in Weimar; Wirkungsort von Johann Sebastian Gottschalg

Johann Sebastian Gottschalg (geb. 1722 Taubach (Weimar); gest. 1793 in Weimar (?)) war ein  Theologe und sachsen-weimarischer Beamter.
Gottschalg kam Sohn eines Bauern in Taubach bei Weimar zur Welt.
Als erster Hofdiakon (seit 1763) konfirmierte er u. a. den Weimarer Herzog Carl August am 27. März 1771. Im Jahre 1768 wurde er Assessor im Oberkonsistorium, ab 1776 stieg er zum Oberkonsistorialrat auf. So hat sich ein Rundschreiben in Goethe- und Schiller-Archiv erhalten, das auch an ihn erging betreffend der Examina von Kandidaten. In seiner Eigenschaft als Oberkonsistorialrat hatte er auch somit mit Johann Gottfried Herder zu tun, der betreffendes Rundschreiben in lateinischer Sprache aussenden ließ.
Möglicherweise ist der Komponist Alexander Wilhelm Gottschalg ein Nachfahre von ihm.

## Werke
- Johann Sebastian Gottschalg: Das evangelische Predigtamt neues Testamentes als ein Amt von hoher Würde und schwehrer Bürde wurde in einer Antrittspredigt am Johannisfeste ...vorgestellt, Verlag Güsing, 1763.